# Безуглий Іван Семенович
Іван Семенович Безуглий (23 жовтня 1897 року, село Заєрок, нині Старобільський район, Луганська область — 4 грудня 1983 року, Москва) — радянський військовий діяч, генерал-лейтенант (1944 рік).

## Біографія
Іван Семенович Безуглий народився 23 жовтня 1897 року в селі Заєрок (нині у складі Старобільська) Старобільського району Луганської області.

### Перша світова та громадянська війни
З травня 1916 по лютий 1918 року служив у Російському імператорському флоті. У 1916 році закінчив школу сигнальників Чорноморського флоту в Севастополі. У чині матроса 1-ї статті служив у береговій службі зв'язку флоту в Новоросійську. У червні 1918 року демобілізувався і поїхав у Поворино.
З червня 1918 року служив у лавах РККА. Під час Громадянської війни командував взводом у Кексгольмському полку. З серпня 1918 року служив червоноармійцем ЧК у Балашові, потім командував ротою у 2-й бригаді Українського фронту, особливої групи Харківського напрямку та Задніпровської Української радянської дивізії. З червня 1919 року служив у 16-й стрілецькій дивізії імені В. І. Кіквідзе на посадах інструктора політвідділу дивізії, військкома 137-го Тамбовського стрілецького полку, політичного комісара 140-го, 137-го і 138-го стрілецьких.
Брав участь у боях на Південному фронті проти військ під командуванням генерала А. І. Денікіна на річці Сіверський Донець та в районі Острогозька. Брав участь у серпневому контрнаступі, у Воронезько-Касторненській операції та наступі в Донській області, Ростово-Новочеркаській, Доно-Маницькій, Тихорєцькій та Кубано-Новоросійській операціях. Під час радянсько-польської війни воював на Західному фронті на полоцькому, острівському та мінському напрямках. 1920 року в боях був двічі поранений. Наказом РВС № 160—1922 р. за бойові відзнаки був нагороджений орденом Червоного Прапора.

### Міжвоєнний час
Із закінченням війни Безуглий продовжив служити у 16-й стрілецькій дивізії на посаді військкома 48-го стрілецького полку. Після закінчення Військово-політичного семінару військових комісарів у Петрограді в березні 1923 року служив у 47-му стрілецькому полку цієї ж дивізії, де виконував посаду військкома і тимчасово виконуючого посаду командира полку. З жовтня 1924 до серпня 1925 року проходив навчання на курсах удосконалення комскладу «Постріл». У жовтні 1926 року Безуглий був переведений до 46-го стрілецького полку цієї дивізії, де виконував посаду військкома полку, а з березня 1928 року служив на посадах командира і комісара цього полку.
З жовтня 1929 по квітень 1930 року проходив навчання на курсах допідготовки командирів-єдиноначальників у Ленінграді.
З грудня 1931 року був слухачем КУКС ВПС РСЧА при Військово-повітряній академії РСЧА імені М. Є. Жуковського, після закінчення яких у травні 1932 року був призначений на посаду помічника командира 21-ї авіаційної бригади з матеріального забезпечення. У червні 1933 року був призначений на посаду командира авіаполку 3-ї повітряно-десантної бригади, у грудні — на посаду помічника командира цієї бригади, а в жовтні 1938 року — на посаду командира 201-ї повітрянодесантної бригади, яка успішно брала участь у складі 15-ої армії під час радянсько-фінської війни. За відвагу та мужність, виявлені у боях, Іван Семенович Безуглий був нагороджений другим орденом Червоного Прапора.

### Німецько-радянська війна
У червні 1941 року був призначений на посаду командира 5-го повітрянодесантного корпусу (Північно-Західний фронт). Під час прикордонних битв із 26 червня по 3 липня корпус у складі оперативної групи під командуванням генерала С. Д. Акімова вів важкі оборонні бої проти 4-ї танкової групи супротивника в районі Даугавпілса, а потім відступав на псковському, потім холмському і далі дем'янському напрямках. На початку жовтня 1941 року корпус зупинив наступ противника на рубежі озер Вельє) та Селігер. З жовтня 1941 року генерал-майор Безуглий формував 9-й повітряно-десантний корпус (ПриВО). 30 березня 1942 року за використання бойових літаків в особистих цілях, невиконання в строк наказів Військової ради ПДВ про передачу літаків іншим з'єднанням Івана Семеновича Безуглого було усунено з посади, а в червні було знижено у військовому званні до полковника.
У червні 1942 року був призначений на посаду командира 32-ї стрілецької дивізії, яка займала з грудня 1942 року оборону на північний схід від міста Демидов. З 27 січня 1943 перебував на лікуванні у шпиталі в Москві через отримане поранення. У березні Безуглий був призначений виконуючим посаду командира 158-ї стрілецької дивізії, яка під його командуванням брала участь у Ржевсько-Вяземській, Духовщинсько-Демидовській та Смоленській операціях. 1 вересня 1943 року було поновлено у військовому званні генерал-майор. З 20 жовтня 1943 дивізія брала участь у наступі на вітебському напрямку.
У січні 1944 року був призначений на посаду командира 5-го гвардійського стрілецького корпусу, який брав участь у Вітебсько-Оршанській, Каунаській, Мемельській, Східно-Прусській операціях та звільненні міст Каунас, Таураге та інших. За прорив укріпленої смуги оборони противника на підступах до Вітебська та знищення угруповань ворога Іван Семенович Безуглий був нагороджений орденом Суворова 2-го ступеня. У січні 1945 року корпус прорвав Інстербурзький оборонний рубіж, забезпечивши визволення Кенігсберга. За вмілу організацію бойових битв на цьому рубежі та форсування річки Дайме був нагороджений орденом Богдана Хмельницького 2-го ступеня. 25 лютого Безуглого було поранено та евакуйовано до госпіталю, і після закінчення лікування з кінця квітня знову було призначено на посаду командира 5-го гвардійського стрілецького корпусу. Бойові дії під час Німецько-радянської війни корпус завершив під час Земландської операції.
Із закінченням війни у травні 1945 року корпус у складі 39-ї армії був виведений у резерв Ставки ВГК, а потім передислокований до Монголії, де був включений до складу Забайкальського фронту. У серпні корпус під командуванням Безуглого брав участь у Хінгано-Мукденській наступальній операції під час радянсько-японської війни. Під час операції корпус силами рухомої групи та передових загонів розгромив супротивника, що прикривали підступи до перевалів Великого Хінгана, а потім брав участь в оволодінні міст Улан-Хото, Солунь та Чанчунь. За вміле командування корпусом у боях із японськими військами Іван Семенович Безуглий був представлений до звання Героя Радянського Союзу, але нагороджений орденом Кутузова 1 ступеня.

### Повоєнна кар'єра
Із закінченням війни генерал-лейтенант Безуглий продовжив командувати корпусом. З січня 1947 перебував у розпорядженні Управління кадрів СВ, а потім був направлений на навчання на ВАК при Вищій військовій академії імені К. Є. Ворошилова, після закінчення яких у лютому 1948 був призначений на посаду командира 39-го гвардійського повітряно-десантного корпусу, а в лютому 1950 року — на посаду помічника командувача 11-ї гвардійської армії Прибалтійського військового округу.
З грудня 1952 року генерал-лейтенант Іван Семенович Безуглий перебував у розпорядженні ГУК Радянської Армії, а червні 1953 року вийшов у відставку. Помер 4 грудня 1983 року у Москві. Похований на Ваганьковському цвинтарі.

## Військові звання
- Полковник (1936);
- Комбриг (4.11.1939);
- Генерал-майор (4.06.1940)[2][3];
- Полковник (06.1942);
- Генерал-майор (1.09.1943);
- Генерал-лейтенант (15.07.1944).

## Нагороди
- Орден Леніна (21.02.1945);
- Чотири ордена Червоного Прапора (1922, 20.05.1940, 03.11.1944, 24.06.1948);
- Орден Кутузова 1-го ступеня (08.09.1945);
- Два ордени Суворова 2-го ступеня (22.09.1943, 03.07.1944);
- Орден Богдана Хмельницького 2-го ступеня (15.04.1945)
- Медалі;
- Іноземний орден.